# PSA World Tour 2000/01
Die PSA World Tour 2000/01 umfasst alle Squashturniere der Herren-Saison 2000/01 der PSA World Tour. Sie begann am 1. August 2000 und endete am 31. Juli 2001. Die nach dem Monat sortierte Übersicht zeigt den Ort des Turniers an, dessen Namen, das ausgeschüttete Gesamtpreisgeld, sowie den Sieger des Turniers.
In der Saison 2000/01 fanden insgesamt 61 Turniere statt. Das Gesamtpreisgeld betrug 1.434.525 US-Dollar.

## Tourinformationen

### Anzahl nach Turnierserie
| Turnierserie | WM 1 | Super S. 2 | 5 Star | 4 Star | 3 Star | 2 Star | 1 Star | Satellite |
| ------------ | ---- | ---------- | ------ | ------ | ------ | ------ | ------ | --------- |
| Anzahl       | —    | 7          | 6      | —      | —      | 7      | 22     | 19        |
| Gesamt       | —    | 7          | 35     | 35     | 35     | 35     | 35     | 19        |

## Turnierplan

### August
| Datum         | Ort          | Turnier                            | Preisgeld | Sieger              |
| ------------- | ------------ | ---------------------------------- | --------- | ------------------- |
| 02.08.–05.08. | Royan        | Exterieur Open 2000                | $ 18.000  | Jean-Michel Arcucci |
| 17.08.–20.08. | Bogotá       | Bogota Open 2000                   | $ 15.000  | Stephen Meads       |
| 20.08.–25.08. | Gizeh        | Al-Ahram International 2000        | $ 75.000  | Peter Nicol         |
| 27.08.–03.09. | Hongkong     | Cathay Pacific Hong Kong Open 2000 | $ 84.000  | Peter Nicol         |
| 31.08.–03.09. | Johannesburg | Milo South African Challenge 2000  | $ 25.000  | Lee Beachill        |

### September
| Datum         | Ort       | Turnier                                 | Preisgeld | Sieger           |
| ------------- | --------- | --------------------------------------- | --------- | ---------------- |
| 07.09.–10.09. | Melbourne | Eat Well Live Well Australian Open 2000 | $ 7.250   | Anthony Ricketts |
| 17.09.–20.09. | Islamabad | CAS International 2000                  | $ 12.000  | Amjad Khan       |
| 18.09.–21.09. | Rennes    | Rennes Open 2000                        | $ 9.925   | Olli Tuominen    |

### Oktober
| Datum         | Ort                    | Turnier                                | Preisgeld | Sieger         |
| ------------- | ---------------------- | -------------------------------------- | --------- | -------------- |
| 05.10.–08.10. | Barcelona              | Ciutat de Barcelona Open 2000          | $ 10.000  | Mike Corren    |
| 11.10.–15.10. | Birmingham             | Eye Group British Open 2000            | $ 105.000 | David Evans    |
| 18.10.–22.10. | Detroit                | Motor City Open 2000                   | $ 25.000  | David Palmer   |
| 20.10.–22.10. | Victoria               | Moorabbin Open 2000                    | $ 4.000   | Byron Davis    |
| 21.10.–24.10. | Karatschi              | Pakistan Circuit No4 2000              | $ 12.000  | Amjad Khan     |
| 26.10.–29.10. | Zürich                 | Deloitte & Touche Grasshopper Cup 2000 | $ 11.000  | John Williams  |
| 27.10.–29.10. | Santa Cruz de Tenerife | Prince Tenerife Open 2000              | $ 8.000   | Adrian Grant   |
| 27.10.–30.10. | New York City          | Bolle Open 2000                        | $ 10.000  | Derek Ryan     |
| 30.10.–03.11. | Boston                 | SG Cowen US Open 2000                  | $ 57.500  | Jonathon Power |

### November
| Datum         | Ort        | Turnier                                 | Preisgeld | Sieger           |
| ------------- | ---------- | --------------------------------------- | --------- | ---------------- |
| 02.11.–05.11. | Macau      | Macau Open 2000                         | $ 15.750  | Omar Elborolossy |
| 02.11.–05.11. | Bietigheim | South of Germany Open 2000              | $ 3.000   | Alex Stait       |
| 08.11.–12.11. | Boca Raton | PNC Investments Florida State Open 2000 | $ 50.000  | Jonathon Power   |
| 10.11.–12.11. | Renens     | Alcatraz International 2000             | $ 3.000   | Lars Harms       |
| 15.11.–18.11. | Nairobi    | Parklands Open 2000                     | $ 5.000   | Robby Lingashi   |
| 16.11.–19.11. | Albany     | Tech Valley Open 2000                   | $ 6.175   | Hadrian Stiff    |
| 18.11.–21.11. | Islamabad  | Pakistan Circuit No3 2000               | $ 10.000  | Mansoor Zaman    |
| 18.11.–21.11. | Montreal   | MAA Invitational 2000                   | $ 15.000  | Alex Gough       |
| 22.11.–25.11. | Nairobi    | Nairobi Open 2000                       | $ 5.000   | Fredrik Almqvist |
| 25.11.–01.12. | Toronto    | YMG Capital Canadian Classic 2000       | $ 50.000  | Jonathon Power   |
| 29.11.–02.12. | Nairobi    | Kenya Open 2000                         | $ 7.500   | Renan Lavigne    |

### Dezember
| Datum         | Ort          | Turnier                     | Preisgeld | Sieger        |
| ------------- | ------------ | --------------------------- | --------- | ------------- |
| 04.12.–09.12. | Kuala Lumpur | OSK Malaysian Open 2000     | $ 20.500  | Ong Beng Hee  |
| 13.12.–18.12. | Helsinki     | Ajanpaino Finnish Open 2000 | $ 15.750  | Peter Genever |

### Januar
| Datum         | Ort        | Turnier                             | Preisgeld | Sieger        |
| ------------- | ---------- | ----------------------------------- | --------- | ------------- |
| 04.01.–07.01. | Hanover    | Merrill Lynch Snowflake Open 2001   | $ 4.000   | Lee Drew      |
| 10.01.–15.01. | Rye        | Marsh & McLennan Apawamis Open 2001 | $ 25.000  | Olli Tuominen |
| 16.01.–21.01. | Pittsburgh | Pittsburgh Open 2001                | $ 20.000  | Lee Beachill  |
| 19.01.–21.01. | Barcelona  | Rocafort Open 2001                  | $ 3.000   | Hadrian Stiff |
| 20.01.–23.01. | Kairo      | El Ahly Open 2001                   | $ 10.000  | Amr Shabana   |
| 23.01.–28.01. | Greenwich  | Greenwich Open 2001                 | $ 25.000  | David Evans   |

### Februar
| Datum         | Ort           | Turnier                                 | Preisgeld | Sieger           |
| ------------- | ------------- | --------------------------------------- | --------- | ---------------- |
| 01.02.–09.02. | New York City | CSFBDirect Tournament of Champions 2001 | $ 75.000  | Peter Nicol      |
| 08.02.–11.02. | Kuala Lumpur  | Rohas-Euco KL Open 2001                 | $ 11.000  | Tommy Berden     |
| 09.02.–17.02. | Antwerpen     | Esso Flanders Open 2001                 | $ 60.000  | John White       |
| 21.02.–25.02. | Brüssel       | Codemer Belgium Open 2001               | $ 6.500   | Stefan Casteleyn |
| 27.02.–04.03. | Kairo         | Maadi Open 2001                         | $ 15.250  | Karim Darwish    |
| 27.02.–04.03. | Chicago       | Charter Consulting Windy City Open 2001 | $ 23.000  | Thierry Lincou   |

### März
| Datum         | Ort  | Turnier         | Preisgeld | Sieger        |
| ------------- | ---- | --------------- | --------- | ------------- |
| 09.03.–11.03. | Genf | Swiss Open 2001 | $ 4.000   | Hadrian Stiff |

### April
| Datum         | Ort          | Turnier                        | Preisgeld | Sieger         |
| ------------- | ------------ | ------------------------------ | --------- | -------------- |
| 02.04.–07.04. | Kuala Lumpur | Milo Open 2001                 | $ 10.000  | Nick Matthew   |
| 03.04.–08.04. | Montreal     | Shellcast Classic 2001         | $ 16.175  | Karim Darwish  |
| 03.04.–08.04. | Buenos Aires | Buenos Aires Open 2001         | $ 4.000   | Lars Harms     |
| 13.04.–19.04. | Hurghada     | Al-Ahram PSA Masters 2001      | $ 60.000  | Jonathon Power |
| 25.04.–28.04. | Lahore       | Pak-Telecom International 2001 | $ 18.000  | Karim Darwish  |

### Mai
| Datum         | Ort          | Turnier                         | Preisgeld | Sieger       |
| ------------- | ------------ | ------------------------------- | --------- | ------------ |
| 01.05.–05.05. | Brescia      | Italia Open 2001                | $ 11.750  | Adrian Grant |
| 03.05.–06.05. | Kuala Lumpur | YTL Open 2001                   | $ 10.000  | Tommy Berden |
| 08.05.–13.05. | Atlanta      | Atlanta Open 2001               | $ 6.000   | Nick Matthew |
| 22.05.–27.05. | Dublin       | Nivea for Men Irish Open 2001   | $ 52.500  | Peter Nicol  |
| 24.05.–27.05. | Perth        | Magic Sports International 2001 | $ 3.500   | Dan Jenson   |

### Juni
| Datum         | Ort        | Turnier                         | Preisgeld | Sieger              |
| ------------- | ---------- | ------------------------------- | --------- | ------------------- |
| 02.06.–10.06. | Birmingham | Eye Group British Open 2001     | $ 105.000 | David Palmer        |
| 07.06.–10.06. | Merredin   | Be Active Wheatbelt Open 2001   | $ 3.500   | Dan Jenson          |
| 14.06.–17.06. | Maastricht | Valid Dutch Open 2001           | $ 10.500  | Jean-Michel Arcucci |
| 18.06.–22.06. | London     | PSA Super Series Finals 2000/01 | $ 70.000  | Peter Nicol         |
| 23.06.–24.06. | Chiba      | Japan Open 2001                 | $ 10.500  | Stefan Casteleyn    |
| 25.06.–01.07. | Perth      | Scottish Open 2001              | $ 50.000  | Peter Nicol         |

### Juli
| Datum         | Ort            | Turnier                                          | Preisgeld | Sieger           |
| ------------- | -------------- | ------------------------------------------------ | --------- | ---------------- |
| 17.07.–22.07. | Salt Lake City | Squashworks Salt Lake City Open 2001             | $ 10.000  | Shahier Razik    |
| 26.07.–29.07. | Oklahoma City  | James Baker & Associates Oklahoma City Open 2001 | $ 6.000   | Stefan Casteleyn |